# Hebius khasiense
Espèce
Synonymes
- Tropidonotus khasiensis Boulenger, 1890
- Amphiesma khasiense (Boulenger, 1890)
- Natrix gilhodesi Wall, 1925
- Paranatrix modesta Mahendra, 1984

Hebius khasiense est une espèce de serpents de la famille des Natricidae. 

## Répartition
Cette espèce se rencontre :
- en Inde dans l’État d'Assam ;
- en Birmanie ;
- en Thaïlande ;
- au Cambodge ;
- au Laos ;
- au Viêt Nam ;
- en République populaire de Chine, au Yunnan et au Tibet.

## Description

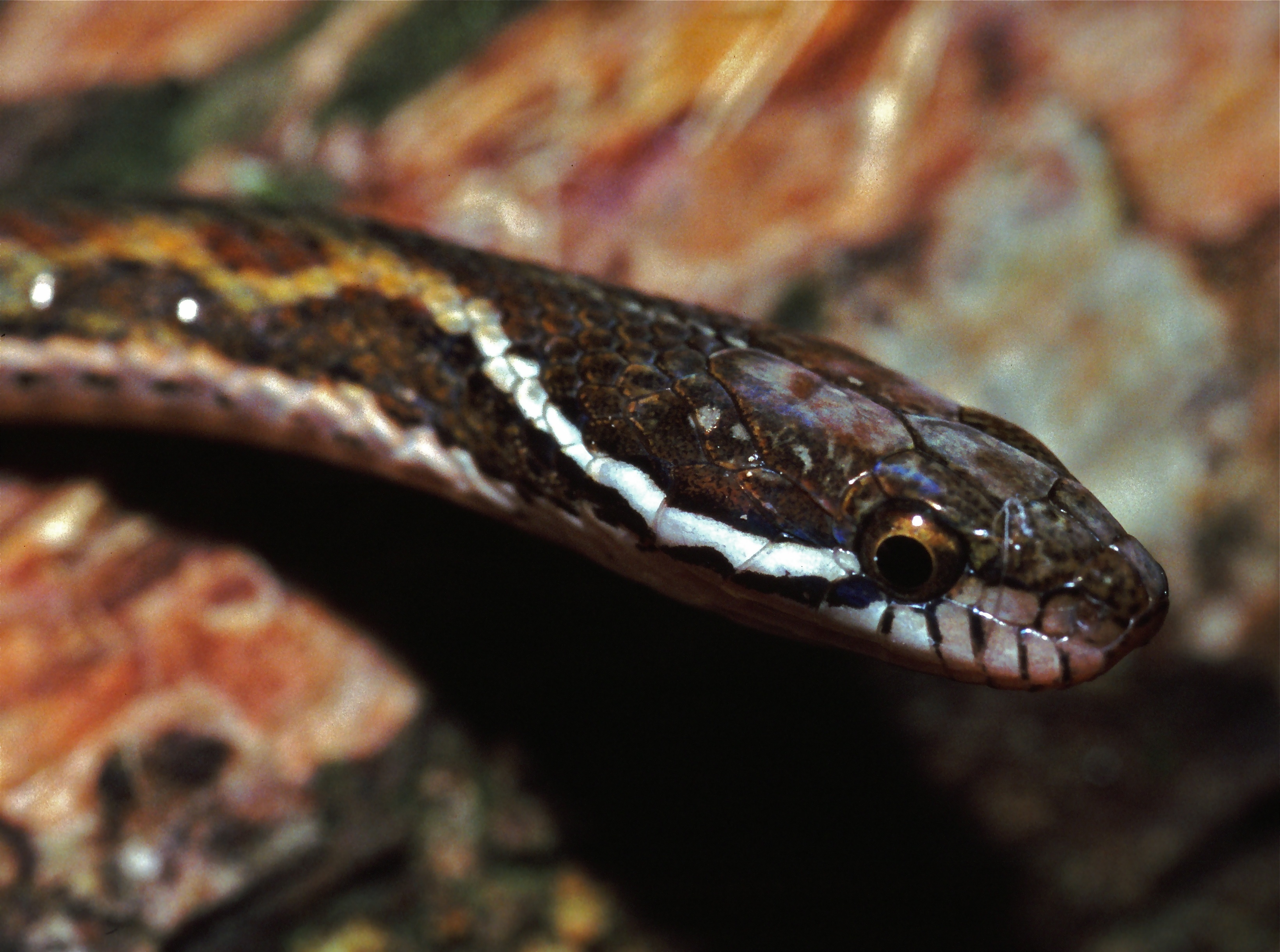
Gros plan sur la tête du serpent hebius khasiense, parc national de Khao Yai, Thaïlande

L'holotype de Hebius khasiense mesure 58 cm dont 19 cm pour la queue. Son est brun pâle avec certaines écailles présentant un bord foncé. Sa tête est ornée de petits points ou de réticulations jaunâtres plus ou moins visibles. Chaque côté de sa nuque est marqué par une barre jaune oblique bordée de brun foncé. Sa face ventrale est jaunâtre avec une série de taches brunes de chaque côté.

## Taxinomie
Selon Grismer, Chav, Neang, Wood, Grismer, Youmans, Ponce, Daltry et Kaiser en 2007en 2007, cette espèce n'est pas clairement différente de Hebius modestum.

## Étymologie
Son nom d'espèce, composé de khasi et du suffixe latin -ense, « qui vit dans, qui habite », lui a été donné en référence au lieu de sa découverte, les Khasi Hills au Meghalaya en Inde.

## Publication originale
- Boulenger, 1890 : The Fauna of British India, Including Ceylon and Burma. Reptilia and Batrachia, p. 1-541 (texte intégral).